# WinMart
WinMart (tên cũ là Vinmart) là hệ thống siêu thị được thành lập bởi tập đoàn Vingroup, Việt Nam. Hệ thống này khai trương ngày 20 tháng 11 năm 2014. Theo thống kê của Vietnam Report, tính đến tháng 11/2017, VinMart và chuỗi cửa hàng con VinMart+ nằm top 2 nhà bán lẻ được người tiêu dùng quan tâm nhất và top 4 trên bảng xếp hạng 10 nhà bán lẻ uy tín năm 2017.
Tháng 5 năm 2019, VinMart có khoảng 111 siêu thị và khoảng hơn 1.800 cửa hàng VinMart+ trên gần 50 tỉnh thành với tổng diện tích mặt bằng kinh doanh hơn 300.000 m², số lượng nhân viên khoảng hơn 11.000 người. Đến tháng 8 năm 2019, con số VM và VM+ đã lên đến con số 2.200.
Các sản phẩm của VinMart bao gồm thực phẩm tươi sống, thực phẩm sơ chế, quần áo, mỹ phẩm, đồ gia dụng, văn phòng phẩm, đồ chơi, v.v.
Tháng 10/2018, VinGroup mua lại chuỗi 23 siêu thị Fivimart, một thương hiệu đã có hơn 10 năm hoạt động trên thị trường, và sáp nhập vào VinMart. Sau khi hợp nhất, số lượng siêu thị của Vin là khoảng hơn 100, cùng với hơn 1.400 cửa hàng tiện lợi VinMart+.
Với cơ cấu tổ chức của VinMart được chia thành các tuyến chức năng, mỗi tuyến là một bộ phận hay đơn vị đảm nhận thực hiện một số chức năng, nhiệm vụ nào đó của tổ chức. Giám đốc là người có trách nhiệm cao nhất, ban hành các chiến lược và dự án xuống cho các bộ phận. các bộ phận nhận công việc từ giám đốc sau đó thực hiện sao cho thực hiện tốt nhất và đem lại lợi ích cao nhất cho công ty. Cơ cấu tổ chức của VinMart có ưu điểm là thúc đẩy chuyên môn hoá kỹ năng, tạo điều kiện cho mỗi cá nhân phát huy tối đa năng lực của mình. Nhưng bên cạnh đó cơ cấu tổ chức này còn có những nhược điểm, chỉ có những nhà quản trị cao nhất mới có trách nhiệm về lợi nhuận, còn những nhà quản trị thấp hơn chỉ có trách nhiệm với bộ phận mà mình quản lý.
Ngày 15 tháng 1 năm 2022, VinMart và VinMart+ chính thức đổi tên thành WinMart và WinMart+.

## Hình ảnh

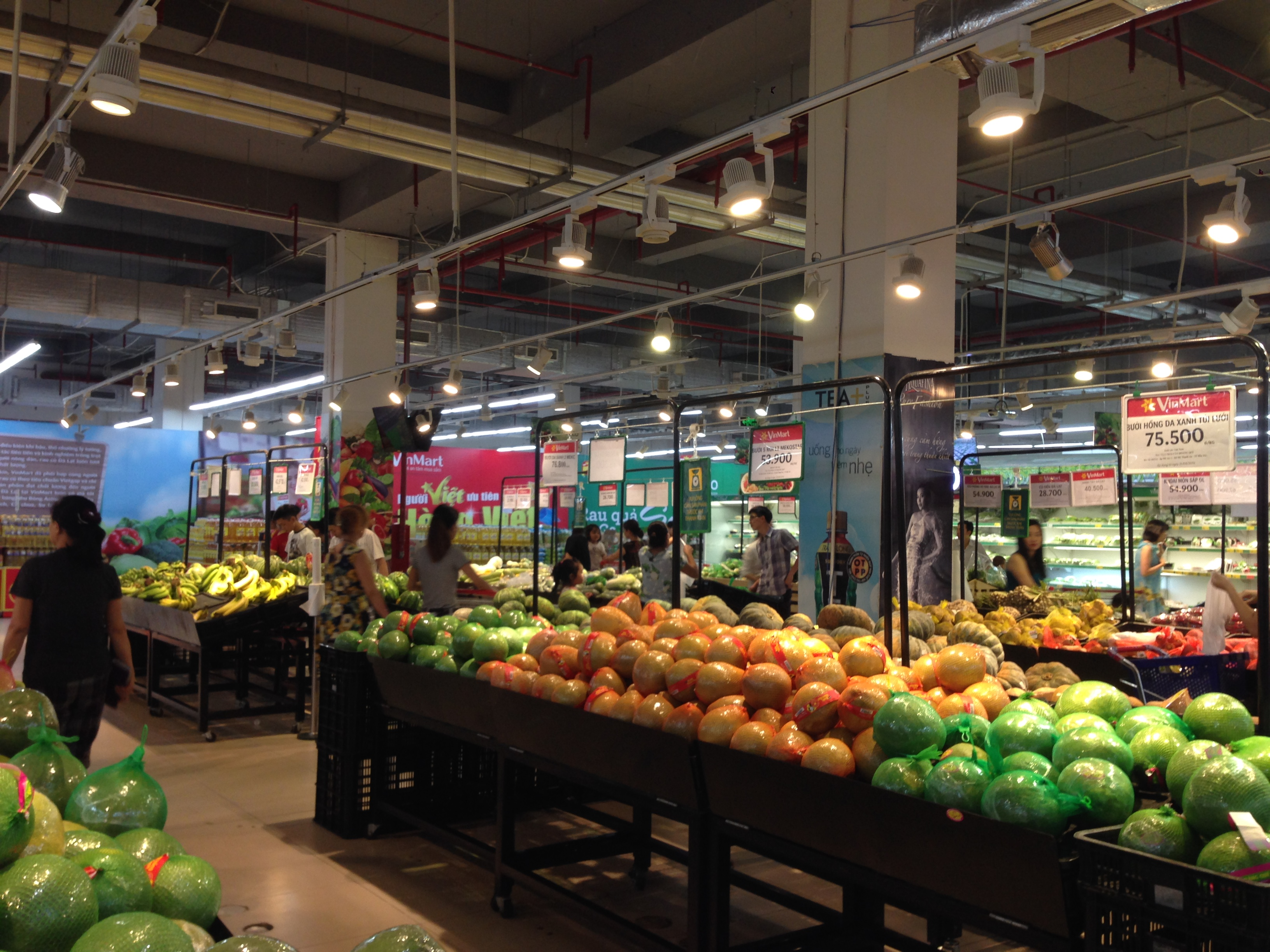
VinMart Times City 2016
Vinmart+ Times City 2016